# Erik Malmberg
Erik Malmberg (ur. 15 marca 1897 w Göteborgu, zm. 9 maja 1964 tamże) – szwedzki zapaśnik. Trzykrotny medalista olimpijski.
Największy sukces odniósł w 1932 w Los Angeles, kiedy to zwyciężył w kategorii do 66 kilogramów w stylu klasycznym. Na poprzednich dwóch igrzyskach stawał na podium w niższej kategorii wagowej. Wielokrotnie był mistrzem Szwecji i medalistą mistrzostw Europy.
Jego młodszy brat Algot Malmberg również zapaśnikiem, olimpijczykiem z 1928.

## Starty olimpijskie
Paryż 1924
- styl klasyczny do 62 kg - brąz

Amsterdam 1928
- styl klasyczny do 62 kg - srebro

Los Angeles 1932
- styl klasyczny do 66 kg - złoto